# Familie Leitner
Familie Leitner war eine monatliche Stegreif-Fernsehserie des Österreichischen Rundfunks nach dem Vorbild der populären Hörspielserie Die Radiofamilie (1952–1960, entwickelt vom Sender „Rot-Weiß-Rot“). Sie wurde erstmals am 28. September 1958 ausgestrahlt.
In 100 Folgen à 30 Minuten bis zum Jahr 1967 schilderte die erste Fernseh-Seifenoper Österreichs das Wohl und Wehe einer bürgerlichen Wiener Mittelstandsfamilie in den 1950er und 1960er Jahren. Erich Neuberg als Produzent, Hans Schubert und später Fritz Eckhardt als Autor sowie Otto Schenk als Regisseur schufen, unterstützt von damals sehr bekannten Schauspielern, ein Zeitbild. 
Auch in Deutschland wurden 31 Folgen ausgestrahlt, diese Episoden stammten aus den Jahren 1959 bis 1961 und 1963 bis 1967.
Als legitimen Nachfolger kann man die Sendereihe Die liebe Familie bezeichnen, die ebenfalls im Stegreif-Format produziert wurde und von 1980 bis 1993 jeweils samstags um 17 Uhr im ORF gezeigt wurde.

## Darsteller
- Alfred Böhm (Schwiegersohn Walter Riegler)
- Rudolf Carl (Haberl)
- Friedl Czepa (Mama Leitner)
- Gertraud Jesserer (Gerda, anfangs von Heidelinde Weis dargestellt)
- Franz Messner (Dr. Otto Sedelmayer)
- Renee Michaelis (Maria)
- Dorothea Neff (Tante Frieda)
- Erich Nikowitz (Papa Leitner)
- Rudolf Strobl (Karl)
- Peter Weck (Harry Stagl)
- Senta Wengraf (Schwiegertochter Ilse)
- Guido Wieland (Onkel)
- Hilde Sochor